# Pustkowo (powiat białogardzki)
Pustkowo (niem. Pustchow) – wieś sołecka w Polsce położona w województwie zachodniopomorskim, w powiecie białogardzkim, w gminie Białogard. W latach 1975–1998 wieś należała do województwa koszalińskiego. W roku 2007 wieś liczyła 165 mieszkańców.
Osady wchodzące w skład sołectwa:
- Leśniki
- Pustkówko
- Strzelec
- Ząbki

## Geografia
Wieś leży ok. 7 km na północny wschód od Białogardu, pomiędzy Białogardem a miejscowością Nosówko. W okolicy występują torfowiska niskie.

## Zabytki i ciekawe miejsca
Nieczynny ewangelicki cmentarz założony w XIX wieku o pow 0,28 ha z zachowanym układem przestrzennym, w runie rosną bluszcz, konwalia majowa, barwinek, paprotka zwyczajna. 

## Turystyka
Stodoła o konstrukcji ramowej (zagroda nr 24), budynek bramny o konstrukcji ramowej (zagroda nr 36).

## Gospodarka
Rolnicy specjalizują się w hodowli bydła.

## Komunikacja
W miejscowości znajduje się przystanek komunikacji autobusowej.